# Glade
Glade — середовище для візуального проектування інтерфейсу на базі GTK+.  Створений у Glade інтерфейс зберігається у форматі XML, який можна потім динамічно завантажити в GTK-застосунок за допомогою об'єкта GtkBuilder.  XML-файли з визначенням інтерфейсу можуть бути використані в GTK-програмах на різних мовах програмування, включаючи C, C++, C#, Vala, Java, Perl і Python.
На ранніх стадіях розвитку проекту використовувався власний формат GladeXML і окрема бібліотека libglade. Ранні версії дозволяли також створювати шаблонні обробники подій на мові C, але цю можливість було рекомендовано не використовувати, оскільки вона вела до появи коду, який було дуже складно підтримувати і модифікувати.  У версії 3 генерація коду прибрана з програми взагалі.

## Виноски
1. ↑  Reed, David (1 липня 2004). Rapid Application Development with Python and Glade]. Linux Journal. Архів оригіналу за 27 вересня 2013. Процитовано 25 вересня 2013. Damon Chaplin wrote the Glade program
2. ↑  Chaplin, Damon (2000). Glade FAQ version 1.0. Архів оригіналу за 25 червня 2013. Процитовано 25 вересня 2013.
3. ↑  Welsh, Matt; Kalle Dalheimer, Matthias; Kaufman, Lar (August 1999). Running Linux (вид. 3rd). Архів оригіналу за 1 липня 2013. Процитовано 25 вересня 2013. Appendix B The GNOME Project > B.5.3 Programming Tools > ..."Of particular interest is Damon Chaplin's Glade..."
4. ↑  Архівна копія на сайті Wayback Machine. - Damon Chaplin (author of the original Glade tool)
5. ↑  Архівна копія на сайті Wayback Machine. - Historical Glade website http://glade.pn.org [Архівовано 23 квітня 1999 у Wayback Machine.]
6. ↑  Архівна копія на сайті Wayback Machine. - GLADE GTK+ User Interface Builder >  History > The first release, Version 0.1, was on 18. Apr 1998.
7. ↑  Glade 3.19.0 Released!. Архів оригіналу за 14 червня 2015. Процитовано 12 червня 2015. [Архівовано 2015-06-14 у Wayback Machine.]
8. ↑  http://git.gnome.org/browse/glade/tree/build/mswindows/README
9. ↑  Libglade officially deprecated in favor of GtkBuilder. Gnome devel-announce-list (Список розсилки). 11 травня 2009. Архів оригіналу за 16 червня 2011. Процитовано 15 березня 2011.